# Universitari Autònom del Sud
L'Institut Universitari Autònom del Sud (castellà: Instituto Universitario Autónomo del Sur) és un institut dedicat a l'ensenyament universitari i tècnic en les àrees de la Informàtica, el Màrqueting i les Relacions Internacionals. La seva seu central es troba al carrer Uruguay cantó Cuareim, a la ciutat de Montevideo, Uruguai.

## Estructura
L'IUAS té les següents subdivisions:
- Facultat d'Enginyeria.
- Facultat de Dret.
- Facultat de Negocis i Ciències Empresarials.
- Títols tècnics.[2]